# Santacruzmarkduva
Santacruzmarkduva (Pampusana sanctaecrucis) är en fågel i familjen duvor inom ordningen duvfåglar.

## Utseende och läten
Santacruzmarkduvan är en liten (23 cm) och knubbig marklevande duva. Hanen är brun ovan med purpurglänsande vingar, grått huvud och ljusrosa på strupe och bröst. Honan är blekare med brunare strupe och bröst och grönglansig ovansida. Lätet beskrivs som en långsamt accelererande serie med 15 låga "woop".

## Utbredning och systematik
Fågeln förekommer på Santa Cruzöarna (Tinakula och Utupua) och Vanuatu. Den behandlas som monotypisk, det vill säga att den inte delas in i några underarter.

### Släktestillhörighet
Arten placerades tidigare i släktet Gallicolumba. Studier visar dock att dessa inte är varandras närmaste släktingar, där vissa står närmare australiensiska duvor som Geopelia. Dessa har därför lyfts ut till ett eget släkte, initialt Alopecoenas men Pampusana har visat sig ha prioritet.

## Status
Santacruzmarkduvan är mycket dåligt känd. Beståndet tros vara mycket litet, mycket preliminärt uppskattat till mellan 218 och 1070 individer. Den tros minska i antal, i synnerhet till följd av vulkanutbrottet på Tinakula 2017. Uppskattningarna är dock mycket preliminära. Internationella naturvårdsunionen IUCN listar den som starkt hotad, men noterar att det kan omvärderas när tydligare data tas fram om beståndet och dess utveckling.